# 僕姬 Project
《僕姬 Project》是由日本一軟體所開發的冒险游戏，2020年4月23日於PlayStation 4和任天堂Switch上發行。

## 遊戲內容
玩家遊戲時男主角伊草源人（伊草ミナト）會在私立百合愛學園中的女校部以伊草繪梨香（伊草エリカ）的身分生活，到了男校部則會換回伊草源人的身分，並在選拔「四公主」的「公主選舉」中以獲勝為目標。遊戲中的「女孩情感模式」（ガールズエモーションモード）是左右「公主選舉」勝敗的關鍵，玩家須在交錯浮現的選項中選出正確的回應，並以此提升學生們的支持度來讓「公主選舉」的獲選率上升，若遊玩時不幸於「公主選舉」中落敗，可以尋找伊草晶（伊草アキラ）來獲得勝利的提示和方法。除了在「公主選舉」中以獲勝為目標外，玩家也必須讓伊草源人參加外貌、精神以及修養等三種特訓，以此讓伊草源人能夠磨練扮女裝技巧。
遊戲劇情中伊草源人為了調查姊姊伊草麻梨香（伊草マリカ）昏迷不醒的真相，而以裝扮成女裝後的身分伊草繪梨香成功潛入了女學生比例高達99%的千金大小姐學校「私立百合愛學園」，在學園的開學典禮中，伊草源人意外地捲入一場意外，同時也成為了握有學校自治權的「四公主」候補人之一，因而受到校園內許多學生的關注。雖然伊草源人面對這樣的情況而不知所措，但是為了追查姊姊昏迷不醒的真相，伊草源人決定要成為校內最有影響力的「四公主」，但同時他也將面對許多各式各樣的困難。
遊戲背景中的私立百合愛學園，是一所女學生占人數比例達到99%的千金大小姐學校，學校學制為完全中學。學校內的高中部會為校園內最高強的四名美少女冠上「公主」的頭銜，並讓公主們掌握學校自治權。私立百合愛學園自前年開始就開設男校部，但男學生在校內的待遇極差，許多女學生也對此抱有偏見。

## 角色
伊草源人／伊草繪梨香（伊草ミナト／伊草エリカ）
為了調查姊姊伊草麻梨香的昏迷真相，而著上女裝，並以伊草繪梨香的身分潛入私立百合愛學園。男裝狀態時宛如如假包換的男高中生，渴望成為「充滿男子氣概的男人」，但因為崇拜姊姊再加上姊姊昏迷不醒的關係，只得忍受穿上女裝的羞恥感，潛入私立百合愛學園。興趣是做家事，專長是打掃與防身術，自從在開學典禮中擊退變態後就被稱為「戰鬥公主」，並在校園中獲得大量的人氣，女裝狀態時她外貌清純、儀表端莊、個性好親近，同年級的學生都使用仰慕的稱呼－「大姊姊」來稱呼他。在「公主選舉」中與鬼燈莉拉（鬼灯リラ）為競爭關係。
伊草晶（伊草アキラ，配音：川上ゆき）
伊草源人的表姐妹兼青梅竹馬，本人才是真正的「伊草繪梨香」也是唆使伊草源人穿上女裝的主使者，以讓伊草源人代替她上學，自己則待在家中長時間打電動。沒有自信又喜愛挖苦他人，雖然表面上對伊草源人一副嘴上不饒人的態度，但是其實很喜歡伊草源人。
鬼燈莉拉（鬼灯リラ，配音：河瀨茉希）
外表和善但很有心機的女孩子，擁有高超的時尚品味和化妝技術，也是女高中生間最廣為人知的模特兒。雖然她喜歡將自己以外的學生稱之為「雜草」等之類的貶低話語，但自己也有著絕不嘲笑他人努力的真誠。私底下是個重度隱性宅。在「公主選舉」中與伊草源人為競爭關係。
龍宮院羽蘭（龍宮院ウラン，配音：白城奈央）
黑長髮配和風外套，舉止沉穩我行我素的女孩子，擅長花道、茶道、日本舞、古箏等技藝，由於在與世隔絕的環境中成長，至金仍未接觸過任何男性以及西方文化，因此不時會做出難以入口的西式糕點或者說出不流利的英語。
姬神艾爾梅絲（姫神エルメス，配音：ななひら）
號稱國民人氣等級的頂尖偶像，擁有學園第一公主稱號－「公主皇帝」的頭銜，只要在近距離下被她拋媚眼就會因為過度可愛而讓人升天。因事務繁忙而不常來學園，但不知道從甚麼時候開始就與伊草源人熱絡攀談，她的行動也充滿著謎團。
姬神達莉亞（姫神ダリア，配音：寺井らん）
姬神艾爾梅絲的姐姐，同時也是守護她的「騎士」。因為外表秀麗、舉止優雅的關係，被稱為公主的「騎士」。雖然溫柔且擅長照顧人，但也有著看見美少女就不自禁前來搭訕的行為，也因此造成他人的困擾。與伊草源人的姊姊伊草麻梨香是好友關係。
篠崎希悠（篠崎ヒユ，配音：新田日和）
崇拜伊草源人的女學生，自稱「會走路的美少女資料庫」，最喜歡美少女，看到可愛過頭的女生會興奮到流鼻血，以「姐姐」的稱呼來稱呼伊草源人，同時也成為伊草源人的「騎士」以支援他在女校部的生活。
六條王我（六条オウガ，配音：大久保蒼）
跟伊草源人同樣是男校部的新生，也是他唯一的同班同學，兩人也因此成為了朋友，雖然年紀很輕，但已經成為一家公司社長的大少爺，相信自己擁有世界上最美的肌肉，總是積極的將自己的肉體暴露給他人觀賞。認為女性是懦弱的存在而不喜歡，但自從看到女裝身分的伊草源人後，便受到他那高貴的氣質影響而有所改觀。
♂面具學長（♂マスク先輩，1號配音：安田陸矢、2號配音：浜田洋平、3號配音：御子神孝次）
總共有三個人，全都是伊草源人和六條王我的學長，都配戴有「♂」符號的面具，因之前有性騷擾行為而被要求戴上面具來作為懲罰。紅色衣服的學長自稱是「喜歡肉體被凌虐的『技之1號』」，藍色衣服的學長自稱是「喜歡被人責罵的『語言2號』」，而黃色衣服的學長則自稱「擁有二十六種特殊性癖的『3號』」。
姬神涅梅西亞（姫神ネメシア，配音：荒井靜香）
姬神艾爾梅絲與姬神達莉亞的母親，同時是私立百合愛學園的理事。將自己培育出的兩位「四公主」的手腕用於美麗之上，也會好心的為欲成為「四公主」伊草源人提供建議，但卻無法完全摸清她的意圖。
伊草麻梨香（伊草マリカ）
伊草源人的姊姊，外表端莊秀麗，個性溫厚老實、才色兼備，幾乎沒有任何缺點，是伊草源人一生的憧憬對象，只要走在街上其美貌都會讓路人駐足，雖然內心溫柔大量，但只要下定決心，就有永不妥協的堅強。因為在伊草原人入學前捲入了一些事件，而陷入了昏迷狀態。

## 开发
該遊戲上市前送往了電腦娛樂分級機構進行審查，但因為遊戲中有擁抱、親吻……等可能引起對色情、泳裝、出血以及虐待的聯想內容，因此本遊戲從原本期待的全年齡CERO A變成了適合12歲以上遊玩的CERO B，原作者也因此運用日本的道歉姿勢「土下座」來拍攝一支道歉影片並發佈到網路上向所有小學生玩家致歉。

## 外部連結
- 《僕姬 Project》 作品官方網站 （页面存档备份，存于）